# Euclea crispa
Euclea crispa är en tvåhjärtbladig växtart som först beskrevs av Carl Peter Thunberg och fick sitt nu gällande namn av Robert Louis August Maximilian Gürke. Arten ingår i släktet Euclea och familjen Ebenaceae.
Euclea crispa är en buske eller ett träd och återfinns i tropiska områden i södra Afrika.

## Underarter
Arten delas in i följande underarter:
- E. c. crispa
- E. c. linearis
- E. c. ovata